# أدد
أدَد (كتابة مسمارية: 𒀭𒅎) أو هدَد أو حَدَد، إله الطقس أي إله المطر والرعد في سورية القديمة.

## أدد في الأساطير

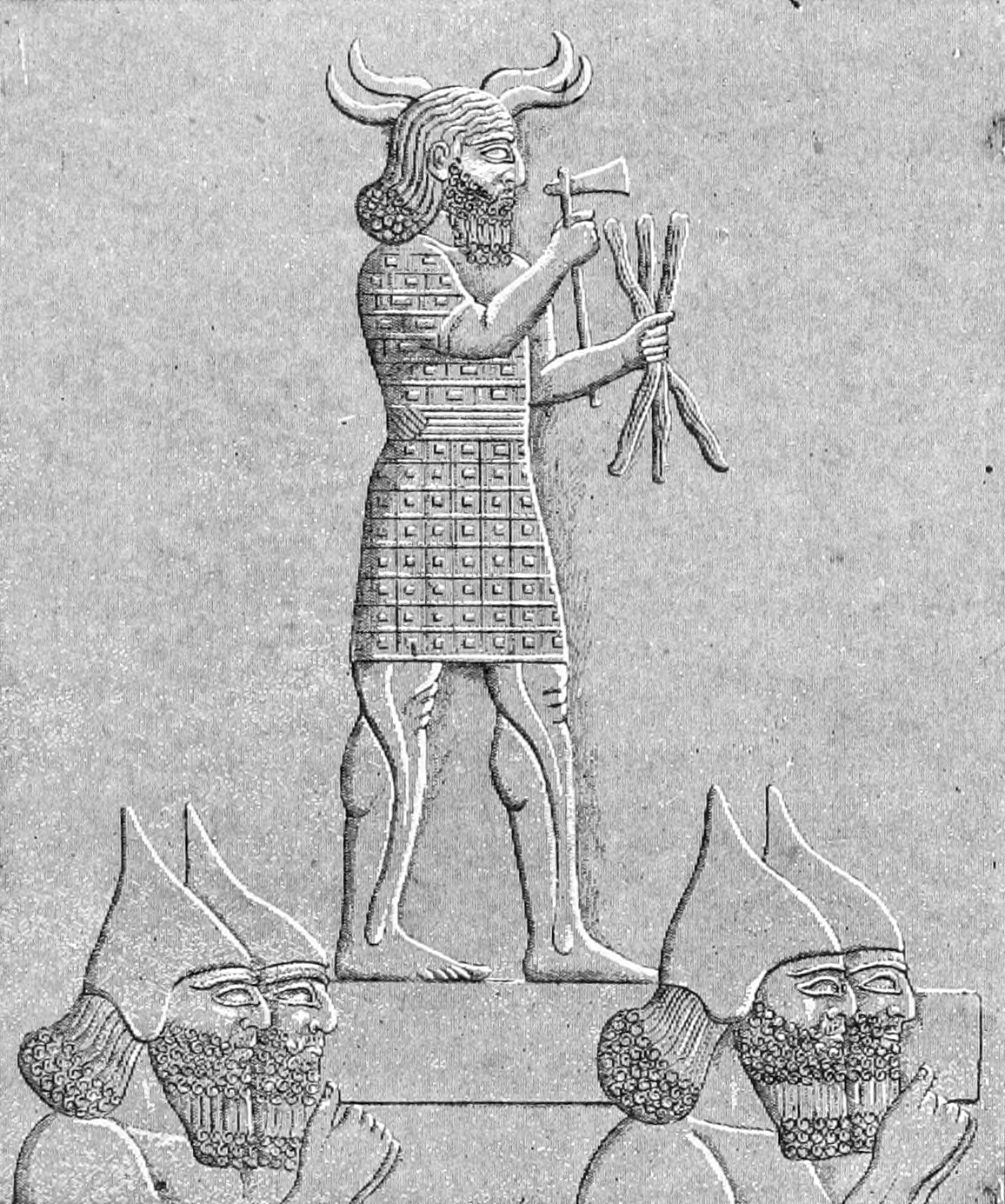
جنود اشوريين يحملون تمثال ادد

تقول الأساطير بحسب ما هو مثبت على الرقم الطينية، من الميثولوجية السورية القديمة:
- نص - (إذا سرق الحاكم ثيران الشعب وأخفاها أو عاث بحقولهم وزرعهم أو أعطاها إلى الأجنبي فإن أدّاد سيكون له بالمرصاد، وإذا استولى على غنمهم فإن أدد ساقي الأرض والسماء سيبيد ماشيته في مراعيها وسيجعلها طعامًا للشمس).

## التسمية والعائلة
كذلك ورد معنى أدد بالعاصفة وهو معنى قريب من الطقس، ويوجد في بعض النصوص أن أدد هو ابن الأب أنو وخلال حكم نبوخذ نصر صار أدد رب السماء والأرض، ولأدد أو حدد أو هدد معابد كثيرة أشهرها معبد الإله أدد أو (حدد) في دمشق.